# 339-й пехотный полк (США)
339-й пехотный полк (англ. 339th Infantry Regiment) — пехотный полк Армии США, образованный во время Первой мировой войны, участвовавший в иностранной интервенции в северную Россию и во Второй мировой войне.

## История

### Образование
Полк образован в июне 1918 года из числа призывников, которые хотели сражаться на Западном фронте Первой мировой войны, во Франции. Из 4487 солдат полка большинство были из штата Мичиган, хотя также были 500 призывников из штата Висконсин и некоторое количество добровольцев из Иллинойса. Вскоре было принято решение отправить полк в составе Американского экспедиционного корпуса на север России в помощь Белому движению.
Полк назывался «личным Детройтским», но за своё участие в интервенции на севере получил прозвище «Полярные медведи». Эмблемой полка был французский щит лазоревого цвета: в левом верхнем углу в золотом поле изображались три чёрные птицы, в лазоревом поле изображался белый медведь на снегу. Девиз полка был записан на русском языке — «Штыкъ рѣшаетъ».

### Интервенция
Полк отправился в Архангельск из Великобритании, где солдатам выдали зимнюю униформу. О назначении солдатам было сообщено только после отплытия из Великобритании: личный состав отправился на кораблях «Нагоя», «Тидеус» и «Сомали». На двух из трёх транспортных судов разразилась эпидемия «испанки», от которой пострадали 78 человек, переболевшие гриппом и пневмонией. Пактически все подразделения полка принимали участие в боях с Красной армией на Северном фронте от реки Онеги до Пинеги. Принято считать, что самым крупным сражением с участием американских войск была Шенкурская наступательная операция Красной армии проходившая с 19 по 28 января 1919 года. Однако это не так. Самым крупным боестолкнвением с участием американских войск стало сражение за Кицкие Выставки 1-10 марта 1919 года, к северу от Шенкурска. В этом сражении приняли участие четыре роты 339 полка: «А», «С», «D» и «F», численностью около 1000 солдат и офицеров, в то время как в боях под Шенкурском только две роты «А», «С» и два взвода роты «D». В этом сражении американские войска потеряли 6 человек убитыми.
Согласно данным, которые получил Президент США Вудро Вильсон для организации выплаты пенсий родственникам павших, 110 человек погибло в боях, более 70 умерло от «испанки», около 30 пропали без вести.
В 1922 году, уже после окончания Гражданской войны, ветераны полка создали ассоциацию «Полярный медведь», а через 7 лет под эгидой ассоциации «Ветераны зарубежных войн» американцы прибыли в СССР и сумели забрать останки 86 погибших человек. 30 мая 1930 года был открыт памятник в городе Троя в штате Мичиган, посвящённый ветеранам полка: он представляет собой белого медведя на постаменте.

### Вторая мировая война
В 1942 году полк снова заступил на активную службу: с марта 1944 по май 1945 годов он в составе сначала 88-й, а потом и 85-й пехотной дивизии Армии США воевал в Италии, завершив службу только после капитуляции последних немецких частей.